# Atlantis FC
Atlantis Football Club – fiński klub piłkarski z siedzibą w mieście Helsinki, występujący w lidze Kakkonen, stanowiącej trzeci poziom rozgrywek w Finlandii.

## Historia
Klub został założony w 1995 roku w wyniku fuzji Johanneksen Dynamo oraz FC Norssi. W sezonie 1996 wystartował w rozgrywkach trzeciej ligi. W następnym sezonie wywalczył awans do drugiej ligi. Z kolei w sezonie 2000 awansował do pierwszej ligi. W sezonie 2001 wygrał rozgrywki Pucharu Finlandii. W lidze zajął natomiast 7. miejsce, jednak z powodu bankructwa został zdegradowany do trzeciej ligi. W sezonie 2004 awansował do drugiej, ale w sezonie 2009 spadł z powrotem do trzeciej. 

## Reprezentanci kraju grający w klubie
| - Mohamed Khezrouni - Billal Zouani - Kerry Skepple - Jari Europaeus - Petteri Kaijasilta - Rami Rantanen - Kari Rissanen - Janne Suokonautio - Sami Ylä-Jussila - Giedrius Barevičius | - Gediminas Butrimavičius - Pavelas Leusas - Darius Maciulevičius - Bobo Bola - Obi Metzger - Alpha Sama - Abdul Sesay - Hassan Sesay - Muwahid Sesay |